# Depolveratore a umido
Un depolveratore a umido è un sistema di depurazione dell'aria che cattura e rimuove le particelle solide o liquide contenute in un flusso di gas attraverso l'impiego di un liquido. Lo scopo del dispositivo è quello di catturare le particelle inquinanti per poterle trattare successivamente. Il liquido può essere in forma atomizzata, in forma di velo su pareti collocate nel percorso del flusso gassoso o in forme combinate gas-liquido.

## Meccanismo
I meccanismi fisici che permettono la cattura degli inquinanti sono:
- l'impatto inerziale delle polveri contro le pareti del dispositivo di trattamento
- l'intercettazione diretta delle particelle contaminanti da parte delle gocce atomizzate
- la diffusione del gas che permette il trattamento di polveri con granulometrie fini
- l'effetto di condensazione, le particelle vengono inglobate dal liquido vaporizzato e i nuclei che si vanno a formare condensano

Le fasi del sistema di depolverazione ad umido sono le seguenti:
1. condizionamento del gas
2. trasformazione del liquido sotto forma di gocce, veli e vortici allo scopo di aumentare la superficie di contatto gas-liquido
3. cattura delle particelle inquinanti per urto o condensazione
4. separazione dal flusso gassoso dei nuclei particelle-liquido formatesi nel processo.

Nella realizzazione del sistema è importante prendere in considerazione l'interazione tra le polveri, il gas e il liquido utilizzato in modo da evitare effetti indesiderati quali:
- corrosione dei materiali
- incrostazioni degli ugelli
- formazione di schiume
- difficoltà di depurazione dei fanghi risultanti dal trattamento

Occorre inoltre considerare la viscosità del liquido perché questa influenza:
- i costi del ricircolo del liquido nel sistema
- la separazione dello stesso dai fanghi risultanti dalla depurazione
- la realizzazione delle gocce o dei veli

L'efficienza dei depolveratori ad umido è influenzata dalla granulometria delle polveri da catturare ed è legata alle perdite di carico del gas in ingresso (vedi note). I dispositivi con basse perdite di carico raggiungono efficienze di depurazione significative per granulometrie elevate mentre per il trattamento di polveri fini è necessario utilizzare dispositivi ad alte perdite di carico.
Un limite dei depolveratori ad umido sta nella difficoltà di trattare grandi portate di gas. Questo però può essere in parte superato realizzando sistemi in parallelo ed effettuando una distribuzione del flusso di gas in ingresso tra le varie unità.
Nel caso di portata di gas variabile si utilizzano depolveratori che prevedono dispositivi a sezioni variabili.

## Tipologie di impianti
I depolveratori ad umido si possono suddividere nelle seguenti tipologie:

### Torri di lavaggio a spruzzo
Il gas viene convogliato in una camera (che può essere vuota o riempita da corpi inerti di diverse dimensioni e forme, fissi o mobili) dove alcuni ugelli spruzzano il liquido in modo atomizzato.
L'azione di trattamento delle torri si realizza grazie a due processi:
- uno dovuto all'azione di cattura delle particelle contaminanti da parte delle gocce di liquido atomizzate
- un secondo che si realizza attraverso l'urto delle particelle contro il velo di liquido che si forma sui corpi di riempimento.

Per aumentare la separazione per impatto inerziale contro i corpi di riempimento delle polveri è possibile agire sulla velocità del flusso in ingresso, aumentandola.
Nel caso di gas molto polverosi si incorre però nel rischio di intasamento della camera di depurazione.
Le torri di lavaggio possono assumere le seguenti configurazioni:
- controcorrente, in questo caso gli ugelli sono disposti in modo da spruzzare il liquido in controcorrente rispetto alla direzione del flusso di gas. Il fatto che il gas abbia una direzione controcorrente (verso l'alto in questo caso) rispetto al liquido spruzzato, limita la possibilità di aumentare la velocità del flusso e quindi l'efficienza del sistema;
- equicorrente, la camera in questo caso è disposta in modo da iniettare il liquido in equicorrente con il gas da trattare. Con questa configurazione è possibile operare con velocità più elevate e quindi realizzare rendimenti migliori a scapito però di perdite di carico elevate.

### Sistemi a getto con spray preformato
Il sistema è costituito da una o più colonne di lavaggio in serie dove il liquido in pressione viene miscelato al gas in ingresso. Il gas da trattare viene inserito nella camera tramite una bocca laterale e spinto dal liquido atomizzato in equicorrente verso il condotto d'uscita. Il condotto a struttura convergente-divergente permette di aumentare la velocità del composto gas-liquido favorendo l'urto tra le particelle e le gocce di liquido. Nei sistemi a getto l'efficienza dipende dal grado di dispersione del liquido che è regolato dalla pressione degli ugelli. L'efficienza non dipende dalla portata del gas in ingresso e questo permette di trattare portate variabili. È possibile migliorare ulteriormente l'efficienza impiegando dispositivi in serie.
I sistemi a getto prevedono dei dispositivi di raccolta del liquido e gas che escono dal condotto con elevata velocità, questi dispositivi provocano un effetto di turbolenze e l'incremento della superficie di interfaccia gas-liquido favorendo ulteriormente la separazione degli inquinanti.
Infine, il liquido raccolto viene riciclato ed eventualmente reintegrato prima di essere rimandato agli ugelli.

### Sistemi a vortice
Nei sistemi a vortice il gas da trattare è iniettato in una pre-camera dove urta contro la superficie del liquido e ne trascina una parte, sotto forma di gocce, verso una seconda camera detta a vortice. Il cambio di direzione imposto al flusso di gas permette di realizzare il processo di captazione dei contaminanti e di rimozione degli stessi.
La camera a vortice è costituita da:
- un serbatoio per la raccolta del liquido dove cadono i nuclei particelle-liquido che si formano
- da appositi dispositivi di separazione che permettono di bloccare i nuclei più leggeri che tendono ad essere trasportati dal flusso di gas verso l'uscita.

I limiti del sistema a vortice sono dovuti alla necessità di mantenere la portata del flusso di gas in ingresso ad un livello definito e alla possibile formazione di schiume dentro la camera a vortice.
I vantaggi sono dati dalla semplicità di manutenzione e dal basso rischio di intasamento.

### Sistemi assistiti da organi in movimento
Un tipico esempio di depolveratori ad umido con organi in movimento è rappresentato dal sistema a dischi rotanti di forma cilindrica. Questo sistema è costituito da una camera contenente dei dischi rotanti che "sparano” contro le pareti il liquido in forma atomizzata. Il flusso di gas inserito dal basso risale verso l'alto e viene investito dalle gocce di liquido; queste ultime catturano le particelle. I nuclei che si formano, più pesanti, si separano dal flusso gassoso e cadono per gravità in un serbatoio di recupero.
L'efficienza del sistema è influenzata dai seguenti fattori:
- dalla modalità di inserimento del flusso di gas nella camera (con l'inserimento tangenziale si ha sviluppo di forza centrifuga che migliora l'efficienza del sistema);
- dalla velocità di rotazione dei dischi;
- dalla capacità di atomizzazione degli ugelli.

Anche in questo caso come nel sistema a getto si ha indipendenza rispetto alla portata del gas in ingresso ed è contenuto il rischio di intasamento e di formazione di schiume.

### Sistemi Venturi
La camera di trattamento è costituita da un condotto convergente-divergente attraverso cui viene fatto fluire il gas da trattare. Nella parte centrale della camera, dove il condotto converge, sia ha la massima velocità del gas e la minima pressione, qui viene inserito il liquido. Il flusso di gas in questa zona ha un'elevata energia cinetica che atomizza il liquido. All'uscita del condotto nella zona divergente avviene la captazione dalle polveri da parte delle gocce atomizzate e la formazione dei nuclei particelle-liquido che devono essere separati dal flusso gassoso. La separazione si realizza utilizzando in serie ai sistemi Venturi dei depolveratori ad umido a bassa perdita di carico (le dimensioni dei nuclei particelle-liquido permettono anche a sistemi meno efficienti di effettuare la separazione). La necessità di un ulteriore stadio comporta un aumento delle dimensioni che sono comunque bilanciate dal modesto ingombro del solo sistema Venturi. Il sistema non presenta problemi di intasamento e formazione di schiume ma vista la velocità del flusso gassoso si devono tenere in considerazione le problematiche dovute alla rumorosità.
L'efficienza del sistema è determinata:
- dalla velocità del flusso gassoso;
- dal grado di dispersione del liquido che deve essere distribuito in modo uniforme nella zona di separazione tra parte convergente e divergente del condotto. Questa zona può essere a sezione circolare (con un diametro massimo di 100mm) o rettangolare (con una larghezza massima di 120mm). Oltre le dimensioni massime si rischia che la sezione del condotto non venga raggiunta dal liquido in modo uniforme.

Il sistema Venturi è ad alta perdita di carico con elevate velocità del flusso gassoso e per questo permette elevatissime efficienze di rimozione anche per particelle con granulometrie molto fini. Per portate non costanti, la necessità di mantenere elevate velocità del gas può essere realizzata mediante l'adozione di sezioni a diametro variabile.

## Applicazioni
I primi sistemi di depolveratori ad umido furono impiegati nell'industria siderurgica e chimica e le successive evoluzioni ne hanno permesso l'applicazione in molti settori quali:
- l'incenerimento di fanghi e dei rifiuti
- il trattamento di polveri ed odori nell'industria alimentare
- i processi di macinazione, essiccamento e trasferimento di carbone e materiali minerari, l'industria dei metalli non ferrosi, del vetro, dell'asfalto e di materiali da costruzione.

I depolveratori ad umido sono impiegati con successo per evitare rischi di incendi e di esplosione del gas e in tutti i casi in cui un trattamento con metodologie che impieghino dispositivi a secco per la raccolta delle polveri non siano impiegabili.
Nel caso di applicazione con flussi di gas molto polverosi e ad elevata temperatura si possono impiegare dispositivi a doppio stadio; nel primo si realizza l'abbattimento delle polveri grossolane e un abbassamento della temperatura mentre con il secondo, ad elevata efficienza, si ottiene l'abbattimento delle particelle più fini.
Gli scrubber rappresentano, spesso, la migliore soluzione rispetto ad altri tipi di tecnologie (filtrazione a secco, sistemi di assorbimento) per trattare correnti gassose contenenti:
- acido solfidrico (H2S)
- acido fluoridrico (HF)
- acido cloridrico (HCl)
- anidride solforosa (SO2)
- acido cianidrico (HCN)
- anidride carbonica (CO2)

generate da attività produttive come raffinerie, industrie chimiche e petrolchimiche, inceneritori/termovalorizzatori, impianti di produzione di biogas, centrali elettriche, cementifici, fonderie, acciaierie, cartiere, impianti per la produzione di alluminio, impianti di produzione dei fertilizzanti e dei pesticidi.